# Luktchampinjon
Luktchampinjon (Agaricus impudicus) är en svampart som först beskrevs av Rea, och fick sitt nu gällande namn av Albert Pilát 1951. Luktchampinjon ingår i släktet champinjoner och familjen Agaricaceae.  Arten är reproducerande i Sverige. Inga underarter finns listade i Catalogue of Life.